# Sylabil Spill
Sylabil Spill (bürgerlich Musitu Kumuini, * 6. Januar 1983 in Kinshasa) ist ein deutscher Rapper kongolesischer Herkunft. Er stand beim Bonner Label Kopfticker Records unter Vertrag.

## Biografie
Sylabil Spill kam am 6. Januar 1983 in der Hauptstadt der demokratischen Republik  Kongo, Kinshasa, zur Welt. 1990 zog er mit seiner Familie nach Bonn, wo er den Großteil seiner Jugend verbrachte. Unter dem Namen Freezah aka Mr. Ygor trat er ab 1996 auf Freestyle-Battles auf und kam darüber zum Texteschreiben. Wegen der hohen Anzahl von Silben in seinen Raps gab man ihm den Spitznamen „Sylabil Spill“ (engl. so viel wie „Silben-Überfluss“), den er schließlich als Künstlernamen verwendete.
Am 30. Januar 2009 veröffentlichte er sein Debütalbum Negative Energie, auf welchem 22 Tracks enthalten sind, während bei diversen Anbietern eine Tracklist mit 25 Tracks angegeben war und zum Teil auch immer noch ist. Am 24. Januar 2014 erschien sein Album Steine & Zwiebeln, das 22 Tracks enthält.
Sylabil Spills Lieder sind zumeist der Stilrichtung des Battleraps zuzuordnen. Seine Texte zeichnen sich durch eine hohe Anzahl an Punchlines, ein für Rap sehr großes Vokabular und komplexe Formulierungen aus. In Rezensionen und Artikeln wird sein Rap-Stil häufig als „brachial“ beschrieben. Die Beats auf seinen Alben und zahlreichen EPs sind meist dem Boombap-Stil zuzuordnen, wobei in der Regel auf Samples zurückgegriffen wird. Am 24. Juli 2016 wurde bekanntgegeben, dass er bei Kopfticker Records, einem Label des deutschen Rappers Xatar, unter Vertrag genommen wurde. Am 14. April 2017 veröffentlichte er sein Album Der letzte weisse König über das Label. Bereits Ende 2017 wurde Kopfticker Records jedoch wieder geschlossen.
2018 veröffentlichte Sylabil Spill die EP Auf Grime, mit der er sich musikalisch am aus Großbritannien stammenden Rap-Subgenre Grime orientiert.

## Persönliches
Sylabil Spill war in seiner Jugend als Leistungssportler aktiv, unter anderem war er ein erfolgreicher Leichtathlet und spielte Fußball. Er setzt sich heute im Rahmen des Projekts "Tracksrunner" für junge Sportler ein und arbeitet mit ihnen als Trainer.
In Interviews erwähnt er häufig, wie viel Wert er auf die eigentliche Kunst des Rappens legt; er kritisiert die Image- und PR-Maßnahmen anderer Rapper und lehnt es ab, in sozialen Medien Werbung für seine Veröffentlichungen zu machen. Sein häufig zitierter Leitspruch „Wackness hat keine Hautfarbe“ geht auf ein Interview aus dem Jahr 2008 zurück.
Sylabil Spill und sein Projekt „Tracksrunner“ wurde in der Vergangenheit immer wieder das Ziel rechtsradikaler Hassbriefe und Anschläge, so wurde der Instagram-Account des Rappers gehackt und rassistische Bilder auf das Profil hochgeladen. Im Januar 2020 wurden bei seinem Auto die Scheiben eingeworfen. Am Tatort wurden rassistische Botschaften hinterlassen.

## Diskografie
Alben
- 2003: Sylabil Valley (indiziert)
- 2009: Negative Energie
- 2014: Steine und Zwiebeln
- 2017: Der letzte weisse König
- 2021: Okapi

EPs
- 2008: Freunde? Nein!
- 2010: Komm nicht her. Ich töte dich.
- 2011: Entengang (mit Twit One)
- 2013: Roh.kalt (mit Morlockk Dilemma)
- 2015: Okular (mit Ghanaian Stallion)
- 2015: Fress.Orgie
- 2018: Auf Grime
- 2018: Drauf sein
- 2018: Und Kicken
- 2018: Respekt vor Gewalt

mit Huss und Hodn als Die Beleidiger
- 2010: Beatsundreime / Stinkemu (12")
- 2010: Die Erde ist eine Scheibe
- 2010: Remix (EP)

Juice-Exclusives
- 2008: Anti wack (Juice-Exclusive! auf Juice-CD #86)
- 2009: Zeitlupe" mit Retrogott ("Juice-Exclusive" auf Juice-CD #100)
- 2010: Scharf geguckt (Juice-Exclusive auf Juice-CD #107)
- 2011: Bauhaus ("Juice-Exclusive" auf Juice-CD #110)
- 2013: Handelzone ("Juice-Exclusive" auf Juice-CD #121)
- 2014: Megatron ("Juice-Exclusive" auf Juice-CD #164)
- 2015: Sperrholz ("Juice-Exclusive" auf Juice-CD #167)
- 2016: Du mich auch (Juice-Exclusive auf Juice-CD #133)